# Вільям Астбері
Вільям Томас Астбері (англ. William Thomas Astbury; 25 лютого 1898 — 4 червня 1961) — британський фізик та молекулярний біолог, який першим застосував метод рентгеноструктурного аналізу до біологічних молекул. Його робота з дослідження кератину дала матеріал для відкриття Лайнусом Полінгом альфа-спіралі. Він також почав досліджувати структуру ДНК в 1937 році і зробив перші кроки на шляху до відкриття подвійної спіралі ДНК.